# 鮑恢
鮑恢（?—?），永辟扶風（今陝西省興平）人，東漢時期人物，與鮑永並稱「二鮑」。以“抗直”聞名，敢於懲治豪門貴戚，一時“貴戚斂手”。帝常說：「貴戚且斂手以避二鮑。」官至都官從事。